# Mele
Pour les articles homonymes, voir Mele (homonymie).
Mele est une commune italienne de la ville métropolitaine de Gênes dans la région Ligurie en Italie.

## Administration
| Période                                  | Période | Identité | Étiquette | Qualité |
| ---------------------------------------- | ------- | -------- | --------- | ------- |
|                                          |         |          |           |         |
| Les données manquantes sont à compléter. |         |          |           |         |

### Communes limitrophes
Bosio (Italie), Campo Ligure, Gênes, Mele, Tiglieto

## Personnalités liées à la commune
- Andrea Gaggero (1916-1988), natif de Mele, reçut le prix Lénine pour la paix en 1953.